# کارت‌هایی علیه بشریت
کارت‌هایی علیه بشریت (به انگلیسی: Cards Against Humanity) یک بازی چندنفره است که در حال حاضر به صورت دانلود رایگان و همین‌طور به صورت چاپی منتشر شده است. این بازی تحت لیسانس non-free Creative Commons در دسترس است. عنوان آن اشاره به عبارت "crimes against humanity","جنایت علیه بشریت " دارد که منعکس کنندهٔ محتوای نامناسب آن است.

## تاریخچه
Cards Against Humanity توسط گروهی از دانش آموختگان دبیرستان Highland Park به عنوان یک بازی چند نفره برای جشن شب عید سال نو ایجاد شده است. Cards Against Humanity از طریق وب سایت کیک‌استارتر تأمین مالی شده و در ۳۰ ژانویه ۲۰۱۱ قریب به ۳۰۰ درصد بیشتر از بودجه‌ای که برای دستیابی به هدف خود اختصاص داده بود را بدست آورد. شرکت سازندهٔ Ben Hantoot گفت که این بازی توسط ۸ نفر از ما که در واقع هسته‌ای اصلی سازندگان (نویسندگان کارت‌ها) آنرا تشکیل می‌داده و ۵ الی ۶ نفر از توسعه دهندگان پاره وقت اضافی و ده‌ها تن از دوستان و آشنایان که این بازی را بازی کرده‌اند توسعه داده شده است.
در اکتبر ۲۰۱۱ این بازی به عنوان بخشی از " بزرگترین بازی‌ها " در فستیوال IndieCade که سالانه در کالورسیتی برگزار می‌شود به نمایش گذاشته شده بود.
اولین توسعهٔ آن که حاوی ۱۰۰ کارت جدید و ۱۲ کارت خالی بود در نوامبر ۲۰۱۱ منتشر شد و در سه روز به فروش رسید. در ۱۵ مارس ۲۰۱۲ آنها دوباره یک مجموعهٔ بروزرسانی شده از اولین مجموعه‌ای که منتشر شده بود را منتشر کردند و تقریباً بلافاصله به فروش رساندند، در ضمن این مجموعه در این سال به مجموعهٔ اسباب بازی‌های Amazon.com نیز برای فروش پیوست.
توسعهٔ مجموعهٔ دوم در ماه آگوست ۲۰۱۲ در PAX Prime انجام شد که این مجموعه حاوی ۲۵ کارت مشکی جدید، ۷۵ کارت سفید جدید و ۱۲ کارت خالی بوده است. سومین توسعه از این مجموعه نیز از طریق ایمیلی از تیم Cards Against Humanity در ۲۲ مارس ۲۰۱۳ در PAX East منتشر شد. این مجموعه نیز همانند مجموعهٔ توسعهٔ دوم حاوی ۲۵ کارت مشکی جدید، ۷۵ کارت سفید جدید و ۱۲ کارت خالی بوده است.
Cards Against Humanity یک بستهٔ توسعهٔ تعطیلات ویژه را در دسامبر ۲۰۱۳ منتشر کرد که به کاربران این امکان را می‌داد تا خودشان قیمت آنها را انتخاب کنند.

## قواعد بازی
وبسایت Cards Against Humanity قواعد بازی را توصیف کرد:
بخشی از سخنان از یک کارت سفید یک اسم یا یک فعل است که در هر دو نسخه به صورت تک واژه یا عبارات ارائه شده‌اند. کارت‌های مشکی نیز کارت‌هایی هستند که حامل عنوان عبارات خالی را پر کنید یا اینکه به طور مستقیم یک سؤال بپرسید، می‌باشند. هر دو کارت مشکی و سفید این قوانین را در موارد نادر می‌شکنند.
این بازی شامل قوانینی است که به اصطلاح "Pick 2s" یا "Pick 3s," نامیده می‌شوند، کارت‌های مشکی سوالاتی را می‌پرسند که با کارت‌های پاسخ سفید متعدد به آنها پاسخ داده می‌شود.